# Гросенкнетен
Гросенкне́тен (нем. Großenkneten) — община в Германии, в земле Нижняя Саксония.
Входит в состав района Ольденбург. Население составляет 14 232 человека (на 31 декабря 2010 года). Занимает площадь 176,17 км².
Коммуна подразделяется на 19 сельских округов.
| Год  | Население |
| ---- | --------- |
| 1990 | 10 967    |
| 1995 | 11 933    |
| 2000 | 12 953    |
| 2005 | 13 730    |
| 2010 | 13 712    |